# Список міністрів закордонних справ Білорусі

## Міністри закордонних справ Білорусі
1. Луцкевич Антон Іванович, (1918-1920)
2. Цвікевич Олександр Іванович, (1920-1923)
3. Кісельов Кузьма Венедиктович, (1944-1966);
4. Гуринович Анатолій Омелянович, (1966-1990);
5. Кравченко Петро Кузьмич, (1990-1994);
6. Сенько Володимир Леонович, (1994-1997);
7. Антонович Іван Іванович, (1997-1998);
8. Латипов Урал Рамдракович, (1998-2000);
9. Хвостов Михайло Михайлович, (2000-2003);
10. Мартинов Сергій Миколайович, (2003-2012);
11. Макей Володимир Володимирович (2012-2022).
12. Алейник Сергій Федорович (2022—2024)
13. Риженков Максим Володимирович (з 2024)